# 約翰·亨利·泰勒
約翰·亨利·泰勒（英語：John Henry Taylor，1871年3月19日—1963年2月10日），英國職業高爾夫球手，現代高爾夫球的開拓者之一。泰勒被公認為歷史上最偉大的高爾夫球手之一，亦是個顯赫的高爾夫球場設計師。

## 生平
泰勒生於德文郡諾瑟姆，是偉大的三巨頭的其中一員，與哈利·瓦爾登和詹姆斯·布列德齊名，曾經5度於英國高爾夫球公開賽中奪冠。

## 外部連結
- John Henry Taylor （页面存档备份，存于） Profile at GolfEurope.com
- The History of the Game of Golf The Great Triumvirate
- John Henry Taylor Profile at Golf Legends
- Society of Hickory Golfers Archives SoHG Archives
- http://www.artisans.golf （页面存档备份，存于） UK List of all Artisans Golf clubs